# Nicholas Dodd
Nicholas Dodd est un arrangeur, chef d'orchestre et compositeur britannique, principalement reconnu pour son travail d'orchestration pour les bandes originales de David Arnold comme Stargate, Independence Day et tous les films de la saga James Bond composés par ce dernier, mais aussi en France pour avoir composé la musique du film Renaissance.

## Biographie
Nicholas Dodd débute la musique par le piano et le hautbois. Il étudie la composition, la direction d'orchestre et l'orchestration au Royal College of Music à Londres, dont il rassemble ensuite des anciens étudiants pour fonder le Chelsea Symphony Orchestra. Chef d'orchestre et manageur, il emmène l'ensemble en Suisse, à Paris, New York et au Royal Albert Hall. Repéré par Richard Adler, il est invité à diriger la première européenne de sa Wilderness Suite. En 1987 il se produit avec l'Orchestre symphonique de Houston pour leur festival Mostly Mozart ; en 1991 il est directeur musical, chef d'orchestre et compositeur des Universiades organisées à Sheffield. Fasciné par la bande originale de Vangelis pour le film Blade Runner, il produit dans les années 1980 des albums de musique électronique,.
Il retrouve Adler en 1993 pour la direction de la pièce Look Homeward Angel avec l'Orchestre Symphonique de Caroline du Nord (en) puis pour son enregistrement avec le London Symphony Orchestra. Cette année-là, dans un magasin de matériel audio du nord de l'Angleterre, il fait la connaissance de David Arnold qui compose alors sa première musique de film (pour The Young Americans de Danny Cannon). Les deux musiciens sympathisent et Arnold lui propose d'orchestrer sa musique . Ce premier film marque le début d'une productive carrière d'orchestrateur et de chef d'orchestre pour le cinéma et d'une longue collaboration musicale avec Arnold. Il collabore aussi régulièrement avec Gary Brooker lors de concerts symphoniques de Procol Harum.

## Filmographie

### Composition
- 2006 : Renaissance
- 2007 : L'Île aux trésors

### Orchestration & direction d'orchestre (sélection)
- 1994 : Stargate*
- 1996 : Independence Day*
- 1997 : Demain ne meurt jamais*, Kull le Conquérant
- 1998 : Godzilla*
- 1999 : Le monde ne suffit pas*, Wing Commander*
- 2000 : Shaft*
- 2002 : Antwone Fisher, Ararat, Meurs un autre jour *
- 2004 : Resident Evil: Apocalypse (orchestration seule), Vanity Fair
- 2005 : Truman Capote
- 2006 : Casino Royale*
- 2008 : Quantum of Solace*, Voyage au centre de la terre
- 2009 : Avatar, Hors du Temps, L'Imaginarium du docteur Parnassus
- 2010 : Le Monde de Narnia : chapitre 3 - l'odyssée du Passeur d'Aurore*
- 2011 : Paul, Le Stratège
- 2012 : La Colère des Titans
- 2014 : Exodus: Gods and Kings, Transcendance
- 2015 : Le Voyage d'Arlo, San Andreas
- 2018 : Rampage : Hors de contrôle
- 2019 : La Famille Addams
- 2020 : En avant

* Musique de David Arnold